# Championnat de France de basket-ball de Nationale masculine 1 2012-2013
Navigation
2011-2012 2013-2014
La saison 2012-2013 du championnat de France de basket-ball de Nationale 1 est la 64e édition du championnat de France de basket-ball de Nationale Masculine 1. La NM1 est le troisième plus haut niveau du championnat de France de basket-ball. Dix-huit clubs participent à la compétition, plus haut niveau amateur de basket-ball de l'hexagone, sous la direction de la FFBB.

## Formule de la compétition
Initialement prévue à 18 équipes, la saison régulière se déroule finalement selon une poule de 16 équipes du fait des forfaits de Liévin et Saint-Étienne en début de saison. Les équipes s'affrontant lors de matchs aller-retour, chaque équipe joue donc 30 matchs répartis entre 29 septembre 2012 et le 11 mai 2013 (lors de 34 journées).
À l'issue de la saison régulière, l'équipe terminant première est directement promue en Pro B, celle se classant deuxième est directement qualifiée pour le Final Four qui a lieu dans sa salle. Les équipes classées de la 3e à la 8e place s'affrontent en quarts de finale lors d'un match sec sur le parquet du mieux classé, les trois vainqueurs accèdent à ce Final Four (demi-finales et finale se déroulant le 25 et 26 mai 2013) pour obtenir le deuxième billet pour l'étage supérieur.
Les équipes classées 15e et 16e de Nationale 1 à l’issue de la saison régulière du championnat sont reléguées en Nationale 2, voire l'équipe classée 14e en cas de position de relégable du Centre Fédéral qui est exempt de tout changement de division.

## Saison précédente
À l'issue de la saison 2011-2012, le champion de NM1 Saint-Quentin et le vainqueur du Final Four Charleville-Mézières accèdent au championnat de Pro B. À l'inverse, Clermont-Ferrand, Montbrison et Le Puy-en-Velay sont relégués en Nationale 2.
Ces équipes sont remplacées par les demi-finalistes des playoffs du championnat de Nationale 2 de la  saison précédente (Saint-Chamond, Monaco, La Rochelle et Rennes) ainsi que par les deux clubs classés 17e et 18e de Pro B que sont Quimper et Vichy.
Terminant 14e et donc en position de relégable, Chartres est finalement maintenu à la suite de la rétrogradation administrative de Brest.

## Clubs participants
| \| Angers Blois CFBB Challans Chartres Cognac Liévin Monaco Orchies Quimper Rennes La Rochelle Rueil St-Chamond St-Etienne Sorgues Souffel. Vichy \| Localisation des clubs engagés dans le championnat. |
| Angers Blois CFBB Challans Chartres Cognac Liévin Monaco Orchies Quimper Rennes La Rochelle Rueil St-Chamond St-Etienne Sorgues Souffel. Vichy                                                           |

| Clubs                                | Salles (Capacités)                                                 | Villes                         |
| ------------------------------------ | ------------------------------------------------------------------ | ------------------------------ |
| Angers BC                            | Salle Jean Bouin (3 700 places)                                    | Angers                         |
| ADA Blois Basket 41                  | Palais des Sports de Blois (1 200 places)                          | Blois                          |
| Centre fédéral BB                    | Salle Marie Thérèse Eyquem (300 places)                            | Paris                          |
| Vendée Challans Basket               | Salle Michel Vrignaud (2 452 places)                               | Challans                       |
| Union Basket Chartres Métropole      | Halle Jean Cochet (1 200 places)                                   | Chartres                       |
| Cognac Charente Basket-ball          | Complexe des Vauzelles (2 500 places)                              | Cognac                         |
| Liévin Basket 62                     | Halle Jules Vezilier (700 places)                                  | Liévin                         |
| Association sportive de Monaco       | Salle Gaston Médecin (2 500 places)                                | Monaco                         |
| Orchésien BC                         | Salle Léo Lagrange (997 places) Pubéco Pévèle Arena (5 000 places) | Orchies                        |
| UJAP Quimper                         | OS Michel Gloagen (2 049 places)                                   | Quimper                        |
| Union Rennes basket 35               | Salle Colette Besson (2 142 places)                                | Rennes                         |
| Rupella Basket 17                    | Salle Gaston Neveur (2 000 places)                                 | La Rochelle                    |
| Rueil Athletic Club                  | Stadium (1 200 places)                                             | Rueil-Malmaison                |
| Saint-Chamond Basket                 | Halle André Boulloche (1 000 places)                               | Saint-Chamond                  |
| Union AL Roche-Case Métropole Basket | Stadium Pierre Maisonnial (2 500 places)                           | Saint-Étienne Roche-la-Molière |
| Sorgues Basket Club                  | Gymnase de la Plaine Sportive (1 000 places)                       | Sorgues                        |
| Souffelweyersheim BC                 | Gymnase Municipal (700 places)                                     | Souffelweyersheim              |
| JA Vichy Auvergne                    | Palais des Sports Pierre Coulon (3 300 places)                     | Vichy                          |

## La saison régulière

### Classement de la saison régulière
| \| Rang \| Équipe \| Pts \| J \| G \| P \| Pp \| Pc \| Diff \| \| ---- \| ---------------------- \| --- \| -- \| -- \| -- \| ---- \| ---- \| ---- \| \| 1 \| BC Orchies \| 53 \| 30 \| 23 \| 7 \| 2469 \| 2178 \| 291 \| \| 2 \| BC Souffelweyersheim \| 51 \| 30 \| 21 \| 9 \| 2153 \| 1926 \| 227 \| \| 3 \| JA Vichy R \| 51 \| 30 \| 21 \| 9 \| 2167 \| 1963 \| 204 \| \| 4 \| ADA Blois \| 50 \| 30 \| 20 \| 10 \| 2313 \| 2209 \| 104 \| \| 5 \| Cognac CBB \| 49 \| 30 \| 19 \| 11 \| 2233 \| 2138 \| 95 \| \| 6 \| AS Monaco P \| 48 \| 30 \| 18 \| 12 \| 2375 \| 2167 \| 208 \| \| 7 \| UJAP Quimper R \| 47 \| 30 \| 17 \| 13 \| 2228 \| 2191 \| 37 \| \| 8 \| La Rochelle Rupella P \| 47 \| 30 \| 17 \| 13 \| 2180 \| 2142 \| 38 \| \| 9 \| Rueil AC \| 46 \| 30 \| 16 \| 14 \| 2245 \| 2245 \| 0 \| \| 10 \| Sorgues BC \| 43 \| 30 \| 13 \| 17 \| 2437 \| 2419 \| 18 \| \| 11 \| UB Chartres \| 43 \| 30 \| 13 \| 17 \| 2000 \| 2045 \| -45 \| \| 12 \| Angers BC \| 42 \| 30 \| 12 \| 18 \| 2203 \| 2228 \| -25 \| \| 13 \| Saint-Chamond Basket P \| 42 \| 30 \| 12 \| 18 \| 2265 \| 2283 \| -18 \| \| 14 \| Vendée Challans \| 41 \| 30 \| 11 \| 19 \| 2290 \| 2334 \| -44 \| \| 15 \| Union Rennes P \| 37 \| 30 \| 7 \| 23 \| 2010 \| 2235 \| -225 \| \| 16 \| Centre Fédéral BB \| 30 \| 30 \| 0 \| 30 \| 1874 \| 2739 \| -865 \| \| 17 \| Liévin Basket \| 0 \| 0 \| 0 \| 0 \| 0 \| 0 \| \| \| 18 \| Saint-Étienne MB \| 0 \| 0 \| 0 \| 0 \| 0 \| 0 \| \| - Champion et accession directe en Pro B - Qualification directe et hôte du final four - Qualification pour les quarts de finale des playoffs - Relégation en NM2 - Rétrogradation administrative - (R) : Relégué de Pro B 2011-2012 - (P) : Promu de NM2 2011-2012 |                        |     |    |    |    |      |      |      |
| Rang | Équipe                 | Pts | J  | G  | P  | Pp   | Pc   | Diff |
| 1 | BC Orchies             | 53  | 30 | 23 | 7  | 2469 | 2178 | 291  |
| 2 | BC Souffelweyersheim   | 51  | 30 | 21 | 9  | 2153 | 1926 | 227  |
| 3 | JA Vichy R             | 51  | 30 | 21 | 9  | 2167 | 1963 | 204  |
| 4 | ADA Blois              | 50  | 30 | 20 | 10 | 2313 | 2209 | 104  |
| 5 | Cognac CBB             | 49  | 30 | 19 | 11 | 2233 | 2138 | 95   |
| 6 | AS Monaco P            | 48  | 30 | 18 | 12 | 2375 | 2167 | 208  |
| 7 | UJAP Quimper R         | 47  | 30 | 17 | 13 | 2228 | 2191 | 37   |
| 8 | La Rochelle Rupella P  | 47  | 30 | 17 | 13 | 2180 | 2142 | 38   |
| 9 | Rueil AC               | 46  | 30 | 16 | 14 | 2245 | 2245 | 0    |
| 10 | Sorgues BC             | 43  | 30 | 13 | 17 | 2437 | 2419 | 18   |
| 11 | UB Chartres            | 43  | 30 | 13 | 17 | 2000 | 2045 | -45  |
| 12 | Angers BC              | 42  | 30 | 12 | 18 | 2203 | 2228 | -25  |
| 13 | Saint-Chamond Basket P | 42  | 30 | 12 | 18 | 2265 | 2283 | -18  |
| 14 | Vendée Challans        | 41  | 30 | 11 | 19 | 2290 | 2334 | -44  |
| 15 | Union Rennes P         | 37  | 30 | 7  | 23 | 2010 | 2235 | -225 |
| 16 | Centre Fédéral BB      | 30  | 30 | 0  | 30 | 1874 | 2739 | -865 |
| 17 | Liévin Basket          | 0   | 0  | 0  | 0  | 0    | 0    |      |
| 18 | Saint-Étienne MB       | 0   | 0  | 0  | 0  | 0    | 0    |      |

## Playoffs
|  | Quarts-de-finale 18 mai 2013 | Quarts-de-finale 18 mai 2013 |                         |    | Demi-finales 25 mai 2013 | Demi-finales 25 mai 2013 |  |  | Finale 26 mai 2013 | Finale 26 mai 2013 |
|  | Quarts-de-finale 18 mai 2013 | Quarts-de-finale 18 mai 2013 |                         |    | Demi-finales 25 mai 2013 | Demi-finales 25 mai 2013 |  |  | Finale 26 mai 2013 | Finale 26 mai 2013 |
|  |                              |                              |                         |    |                          |                          |  |  |                    |                    |
|  | Vichy                        | Vichy                        |                         |    | Souffelweyersheim        | Souffelweyersheim        |  |  | Souffelweyersheim  | Souffelweyersheim  |
|  | Vichy                        | Vichy                        |                         |    | Souffelweyersheim        | Souffelweyersheim        |  |  | Souffelweyersheim  | Souffelweyersheim  |
|  | (3) JA Vichy                 | 61                           |                         |    | Souffelweyersheim        | Souffelweyersheim        |  |  | Souffelweyersheim  | Souffelweyersheim  |
|  | (3) JA Vichy                 | 61                           |                         |    | Souffelweyersheim        | Souffelweyersheim        |  |  | Souffelweyersheim  | Souffelweyersheim  |
|  | (8) La Rochelle Rupella      | 63                           |                         |    | Souffelweyersheim        | Souffelweyersheim        |  |  | Souffelweyersheim  | Souffelweyersheim  |
|  | (8) La Rochelle Rupella      | 63                           | (8) La Rochelle Rupella | 54 |                          |                          |  |  | Souffelweyersheim  | Souffelweyersheim  |
|  | Blois                        |                              | (8) La Rochelle Rupella | 54 |                          |                          |  |  | Souffelweyersheim  | Souffelweyersheim  |
|  |                              | (4) ADA Blois                | 73                      |    |                          |                          |  |  | Souffelweyersheim  | Souffelweyersheim  |
|  | (4) ADA Blois                | (4) ADA Blois                | 73                      | 87 |                          |                          |  |  | Souffelweyersheim  | Souffelweyersheim  |
|  | (4) ADA Blois                |                              |                         | 87 |                          |                          |  |  | Souffelweyersheim  | Souffelweyersheim  |
|  | (7) UJAP Quimper             | 71                           |                         |    |                          |                          |  |  | Souffelweyersheim  | Souffelweyersheim  |
|  | (7) UJAP Quimper             | 71                           | (4) ADA Blois           | 81 |                          |                          |  |  |                    |                    |
|  |                              |                              | (4) ADA Blois           | 81 |                          |                          |  |  |                    |                    |
|  |                              | (2) BC Souffelweyersheim     | 87                      |    |                          |                          |  |  |                    |                    |
|  | (2) BC Souffelweyersheim     | (2) BC Souffelweyersheim     | 87                      |    |                          |                          |  |  |                    |                    |
|  | Souffelweyersheim            |                              |                         |    |                          |                          |  |  |                    |                    |
|  | exempt                       |                              |                         |    |                          |                          |  |  |                    |                    |
|  | (2) BC Souffelweyersheim     | 69                           |                         |    |                          |                          |  |  |                    |                    |
|  | (2) BC Souffelweyersheim     | 69                           | Cognac                  |    |                          |                          |  |  |                    |                    |
|  |                              | (5) Cognac CBB               | 65                      |    |                          |                          |  |  |                    |                    |
|  | (5) Cognac CBB               | (5) Cognac CBB               | 65                      | 77 |                          |                          |  |  |                    |                    |
|  | (5) Cognac CBB               |                              |                         | 77 |                          |                          |  |  |                    |                    |
|  | (6) AS Monaco                | 69                           |                         |    |                          |                          |  |  |                    |                    |
|  | (6) AS Monaco                | 69                           |                         |    |                          |                          |  |  |                    |                    |

## Récompenses individuelles
Trophées décernés sur la base du vote des coachs de la division. Les coachs ne pouvant voter pour un joueur de leur équipe.

### Meilleur joueur du championnat
- MVP :  Ville Kaunisto (ADA Blois)

### Meilleurs joueurs par poste
- Meneur :  Carlos Cherry (UJAP Quimper)

- Arrière :  Ryan Zamroz (Sorgues BC)

- Ailier :  Daviin Davis (ADA Blois)

- Ailier fort :  Jarryd Cole (La Rochelle Rupella)

- Pivot :  Ville Kaunisto (ADA Blois)

### Autres distinctions
- Meilleur jeune :  Damien Inglis (Centre Fédéral BB)

- Meilleur défenseur :  Jacques Alingue (BC Souffelweyersheim)

- Meilleur entraîneur :  Philippe Namyst (BC Orchies)

- MVP du Final Four :  Abdoulaye N'Diaye (BC Souffelweyersheim)

### Meilleurs joueurs de la saison régulière
| Catégorie                     | Joueur             | Équipe  | Statistique |
| ----------------------------- | ------------------ | ------- | ----------- |
| Évaluation par match          | Ville Kaunisto     | Blois   | 21,00       |
| Points par match              | Ryan Zamroz        | Sorgues | 18,80       |
| Rebonds par match             | Ville Kaunisto     | Blois   | 11,00       |
| Rebonds défensifs par match   | Ville Kaunisto     | Blois   | 7,60        |
| Rebonds offensifs par match   | Ville Kaunisto     | Blois   | 3,30        |
| Passes décisives par match    | Anthony Christophe | Monaco  | 7,20        |
| Interceptions par match       | Rida El Amrani     | Vichy   | 2,40        |
| Contres par match             | Daviin Davis       | Blois   | 1,80        |
| Fautes provoquées par match   | Ville Kaunisto     | Blois   | 5,40        |
| Pourcentage aux tirs          | Gregory Lessort    | Vichy   | 61,4 %      |
| Pourcentage aux lancer-francs | Arnauld Thinon     | Sorgues | 93,30 %     |
| Pourcentage à 2 points        | Renaud Brocheray   | Orchies | 69,10 %     |
| Pourcentage à 3 points        | Slodoban Ocokoljic | Rueil   | 47,20 %     |

## Bilan de la saison
Avec 23 victoires pour 7 défaites, le champion de NM1 Orchies est promu en Pro B après 3 ans passés en NM1. Vainqueur du final-four, Souffelweyersheim est aussi promu à l'échelon supérieur pour la première fois de son histoire.
Le Centre Fédéral étant arrivé dernier et ne pouvant être relégué, ce sont les équipes ayant terminé à la  14e et la 15e place qui sont reléguées en NM2, soit Challans et Rennes. De plus, Liévin et Saint-Étienne étaient forfait dès le début de saison et sont donc rétrogradés.